# عباس کشته
عباس کشته (به لاتین: `Abbas Koshteh) یک منطقهٔ مسکونی در افغانستان است که در ولایت بامیان واقع شده‌است.